# Type 5 Ke-Ho
 Type 5 Ke-Ho  (Japans: 五式軽戦車 ケホ, Go-shiki keisensha Keho?) was een Japanse experimentele lichte tank uit de Tweede Wereldoorlog.

## Ontwerp
Type 5 Ke-Ho is een verbetering van Type 95 Ha-Go. De verbeteringen bestonden uit een sterk verbeterd pantser en een grotere bemanning. Het zwakke punt was de vuurkracht van de tank. Er is maar een prototype gebouwd in 1942.